# Eclissi solare del 5 gennaio 1935
L'eclissi solare del 5 gennaio 1935 è stato un evento astronomico che ha avuto luogo il suddetto giorno attorno alle ore 9:16:04 UTC. L'eclissi, di tipo parziale, ha avuto luogo a centinaia di chilometri al largo dell'Antartide nell'Oceano Pacifico. al quinto minuto, il punto di massima eclissi si è verificato alle 5:35:45 UTC.
L'eclissi del 5 gennaio 1935 divenne la prima eclissi solare nel 1935 e l'80ª nel XX secolo. La precedente eclissi solare si è verificata il 10 agosto 1934 anni, la successiva il 3 febbraio 1935.
L'eclissi è stata la più breve del XX secolo; l'ombra lunare ha toccato la superficie terrestre per soli 10 minuti.

## Eclissi correlate

### Eclissi solari 1935 - 1938
Questa eclissi è un membro di una serie semestrale. Un'eclissi in una serie semestrale di eclissi solari si ripete approssimativamente ogni 177 giorni e 4 ore (un semestre) a nodi alternati dell'orbita della Luna.